# Веселин Шијаковић
Веселин Шијаковић (1924-2009) био је припадник Југословенске војске у отаџбини који је 1943. године, у Врњачкој бањи, убио гестаповског официра, једног од најодговорнијих за нацистички злочин у Крагујевцу 21. октобра 1941, када је стријељано 3.000 цивила, од којих 300 ученика.

## Биографија
Веселин Шијаковић је рођен 1924. године у Никшићу. Други свјетски рат га је затекао у Крагујевцу. Тамо је учио Војно-техничку школу. Нацисти су га заробили приликом заузимања зграде Војно-техничког завода. Заједно са заробљеним питомцима послат је на принудни рад.
Након неколико недеља, успео је да побегне са још два друга у шуму. Тамо су се придружили припадницима Јеличког корпуса Југословенске војске у отаџбини. Убрзо је распоређен у јединицу задужену за диверзије, популарно назване тројка.
По наређењу врховне команде ЈВуО у јесен 1942, одређена је тројка задужена за ликвидацију мајора Гестапоа, који је имао кључну улогу у стрељањима цивила и ђака у Крагујевцу. Тројка је стигла у Београд и ушли су у зграду у којој је живео тај мајор, кроз отворен прозор подрума. На степеништу их је дочекао немачки стражар и након окршаја сви су изгинули. Немачки официр је, након тога, пребачен у Врњачку бању, где су они имали јако упориште. Шијаковић је сам пријавио своју тројку за ликвидацију немачког официра.
Сам Веселин Шијаковић о је ту акцију детаљно описао у свом интервију ревији Исток, 2005. године:
„Ноћу смо се прикрали вили у којој је живио гестаповски официр. Чекали смо у дворишту да дође са сједељке у оближњем хотелу. Око један сат послије поноћи, у пратњи тројице војника, појавио се, тетурајући се, очигледно пијан. Војници су му помогли да се попне уз унутрашње степениште и вратили се да патролирају улицом. Када је отворио прозор од своје спаваће собе, посао нам је био знатно олакшан. Први пут су ми руке задрхтале, и то тако јако да су стубе почеле ударати о зид. Рекао сам себи: Ипак, ја нисам за овакве задатке!
Успио сам некако да се попнем и уђем неопажено. Лијевом руком сам га шчепао за косу и главу му прибио уз јастук, а десном руком му зарио нож у срце. Рикнуо је као лав! Пошто главу није могао да мрдне, ноге су му отишле у вис и непрестано копрцале! У истом тренутку, одјекнуо је врисак жене која је лежала у сусједном кревету, на моје запрепашћење. Збуњен, извадио сам пиштољ и упуцао је са пар метака! Моји другови, који су чекали у дворишту, мислили су да је њемачки официр пуцао на мене, јер је договор био да не употребљавамо ватрено оружје, па је један од њих похитао уз стубе. Сударили смо се на стубама, низ које сам ја више падао, леђима, него што сам корачао.
Засвирале су сирене, позив на узбуну, а ми смо се дали у бијег кроз сусједна дворишта. Тек тада сам схватио да сам заборавио да узмем торбицу њемачког официра, што ми је био један од задатака. Мислио сам да ћу због тога бити кажњен, међутим, од Врховне команде сам одликован Обилића медаљом, коју ми је касније, пред 20.000 бораца, уручио велики јунак Јездимир Дангић, командант Дринског корпуса“.
О свом страдању, након завршеног рата Веселин говори:
„Заробили су ме партизани на Ђурђевдан 1946. године на Устиколини. Опколили су кућу у којој смо се налазили нас тројица, као и укућани. Гађали су кућу и бацачима, па је рањено дијете од једне године. Када сам видео да ће побити и ту породоцу, одлучио сам да се предамо. Три месеца је вођена истрага. Суђење је било на Војном суду у Нишу. Оптужили су ме да сам ратовао против партизана, што сам ја негирао, јер на њих, сем оног дана када су ме ухватили, никада нисам метка испалио. Ипак, осудили су ме на смртну казну. После три мјесеца, пресуду су ми преиначили у доживотну робију, и 1948. су ме пребацили у подгорички затвор Јусовача. Ту су ме држали у тоталној изолацији од других затвореника, у најгорим условима, иако сам био тешко болестан. Када сам био на издисају снага, 1952. године, пустили су ме да умрем кући. Сазнали су за мој случај пријатељи из Београда, и пребацили ме тамо, гдје ме спасио лекар др Веселин Савић. Исте те 1952. године сам се оженио са Даринком Шарановић, која је дошла да ме обиђе, пошто је знала да сам робијао са њеним братом“.
У широј јавности познат је као отац Богољуба Шијаковића, универзитетског професора и некадашњег министра вера у Влади Републике Србије.
Српска православна црква, га је одликовала за допринос православљу, Орденом Светога Саве првога реда.